# Campana (Panamá)
Campana es un corregimiento del distrito de Capira en la provincia de Panamá Oeste, República de Panamá. La localidad tiene 2.067 habitantes (2010).